# تیم ملی والیبال مردان سوئد
تیم ملی والیبال مردان سوئد یک تیم والیبال متشکل از مردان والیبالیست کشور سوئد است که به نمایندگی از این کشور در میادین بین‌المللی حاضر می‌شود. رده‌بندی جهانی اف‌آی‌وی‌بی این تیم در ۲۲ ژوئیه سال ۲۰۱۳، ۷۸ بوده‌است. بزرگ‌ترین موفقیت این تیم، کسب مدال نقره در مسابقات قهرمانی والیبال مردان اروپا ۱۹۸۹ است که در استکهلم و اوربرو از ۲۳ سپتامبر تا ۱ اکتبر برگزار شد.

## نتایج

### بازی‌های المپیک
- ۱۹۸۸- جایگاه هفتم